# Saison 6 d'Arabesque
Chronologie
Saison 5 Saison 7
Cet article présente le guide des épisodes de la sixième saison de la série télévisée américaine Arabesque.